# 安里安恒
安里安恒（琉球語：／  ?；日语：／ Asato Ankō；1827年—1906年），是活躍於琉球王國第二尚氏王朝末期和日本沖繩縣時期的唐手（空手道）武術家。他是唐手中首里手的一位著名武術家。號麟角齋。

## 生平
安里安恒於1827年出生在琉球國的首都首里，他出生在高級士族家庭毛氏安里殿內家中，而毛氏安里家則是琉球國五大名門之一的毛氏池城家的分支。安里安恒繼承了祖先世代的真和志間切安里村（今那霸市安里）的脇地頭，稱安里親雲上安恒（琉球語：／  ?）。
安里安恒在18歲左右拜首里手武術家武成達（松村宗棍）為師，與牧志朝忠、糸洲安恒為師兄弟的關係。與糸洲安恒不同的是，安里安恒身輕如燕而且手足如劍。
因武術高強，安里安恒擔任了琉球王尚泰的近習方一職。1879年，日本吞併琉球國，將其改為沖繩縣。安里安恒跟隨尚泰王來到了東京。根據安里安恒的弟子船越義珍的記載，安里安恒此後擔任了尚泰的「國務大臣」，這裡的「國務大臣」可能指的是秘書。
在東京期間，安里安恒向明治天皇的別當目賀田雅周學習了西洋馬術，又向日本人關口某學習了弓術。
1892年回到沖繩。安里安恒在這裡向伊集院某學習了示現流劍術。此間他還收了船越義珍為徒弟。船越義珍最為得意的一個型——公相君（觀空），便是從安里安恒那裡學的。